# Władysław Puch
Władysław Puch (ur. 29 lipca 1920 w Wólce Kańskiej, zm. 22 marca 2001 w Lublinie) – polski szlifierz i działacz socjalistyczny, poseł na Sejm PRL IV i V kadencji.

## Życiorys
Syn Gabriela i Anny. Uzyskał wykształcenie podstawowe, z zawodu szlifierz. Przed II wojną światową pracował jako robotnik tartaczny, a następnie był ochotnikiem Wojska Polskiego, uczestnicząc w zdobywaniu Szczecina, Drezna i Pragi. Po wojnie powrócił do Lublina, podejmując pracę w Polskim Monopolu Tytoniowym. W marcu 1947 został członkiem Polskiej Partii Socjalistycznej, z którą w grudniu 1948 przystąpił do Polskiej Zjednoczonej Partii Robotniczej, pełnił funkcję I sekretarzem oddziałowej organizacji partyjnej przy Narzędziowni w Fabryce Samochodów Ciężarowych w Lublinie (w której pracował). W 1951 ukończył Wojewódzką Szkołę Partyjną, a także został sekretarzem podstawowej organizacji partyjnej przy Lubelskiej Fabryce Maszyn Rolniczych (był nim do 1952) oraz instruktorem Wydziału Ekonomicznego Komitetu Miejskiego partii. Od 1955 do 1956 pełnił funkcję sekretarza POP przy FSC w Lublinie. Był sekretarzem Rady Zakładowej, zasiadał też w Komitecie Wojewódzkim PZPR (1962–1967). W 1965 i 1969 uzyskiwał mandat posła na Sejm PRL w okręgu Lublin, przez dwie kadencje zasiadając w Komisji Przemysłu Ciężkiego, Chemicznego i Górnictwa.

## Odznaczenia
- Krzyż Kawalerski Orderu Odrodzenia Polski
- Złoty Krzyż Zasługi
- Srebrny Krzyż Zasługi
- Medal 10-lecia Polski Ludowej
- Odznaka 1000-lecia Państwa Polskiego (1966)[1]